# Yurika Kubo
Yurika Kubo (久保 ユリカ Kubo Yurika?)es una seiyū y modelo japonesa nacida el 19 de mayo de 1989 en la Prefectura de Nara. También se la conoce como Shikaco.
Ha participado en series como Love Live!, Kotoura-san y Hentai Ōji to Warawanai Neko., entre otras. Trabaja para Clare Voice.
Junto con sus compañeras de elenco, ha ganado en la 9.º edición del Seiyū Awards el premio por la mejor vocalización en su interpretación de Hanayo Koizumi en Love Live!.

## Roles interpretados

### Series de Anime
2012
- Muv-Luv Alternative: Total Eclipse como Ilina Baranova (eps 8-10)
- Sakura-sō no Pet na Kanojo como Mayu Takasaki

2013
- Gatchaman Crowds como Ao Sawamura
- Hentai Ōji to Warawanai Neko. como Stony Cat
- Kotoura-san como Hiyori Moritani
- Love Live! como Hanayo Koizumi

2014
- Love Live! 2 como Hanayo Koizumi

2015
- Dungeon ni Deai o Motomeru no wa Machigatteiru Darō ka? como Loki
- Gate: Jieitai Kanochi nite, Kaku Tatakaeri como Nanami Kuribayashi (ep 10)
- Mikagura Gakuen Kumikyoku como Kumano
- Mobile Suit Gundam: Iron-Blooded Orphans como Eco Turbine
- Monster Musume no Iru Nichijō como Tionisia
- Valkyrie Drive -Mermaid- como Meifon Sakura

2016
- Amanchu! como Cha-Komon
- Dimension W como Shiora (ep 1)
- Hai-Furi como Rin Shiretoko
- Lostorage incited WIXOSS como Honna Mikage
- Oshiete! Galko-chan como Fushigi-chan
- Ōya-san wa Shishunki! como Chie Satonaka
- Regalia: The Three Sacred Stars como Sarah
- Saijaku Muhai no Bahamut como Philuffy Aingram

2017
- Chao You Shijie como Cass
- Dungeon ni Deai wo Motomeru no wa Machigatteiru Darō ka Gaiden: Sword Oratoria como Loki
- Idol Jihen como Sakurako Iizuka
- Makeruna!! Aku no Gundan! como la Narradora (KAKUWA Narrations)
- Minami Kamakura Kōkō Joshi Jitensha-Bu como Korone Hououji
- Shoujo Shuumatsu Ryokou como Yuuri
- Shūmatsu Nani Shitemasu ka? Isogashii Desu ka? Sukutte Moratte Ii Desu ka? como Panibal[5]
- Tsugumomo como Kukuri
- Urara Meirochō como Koume
- Yōkoso Jitsuryoku Shijō Shugi no Kyōshitsu e como Kushida Kikyou

2018
- Citrus como Himeko Momokino
- Seishun Buta Yarou wa Bunny Girl Senpai no Yume wo Minai como Kaede Azusagawa
- Shiyan Pin Jiating como Sumire

2019
- Granbelm como Nene Rin
- Isekai Cheat Magician como Aerial[6]
- To Aru Kahaku no Accelerator como Esther Rosenthal

2021
- Seirei Gensouki: Spirit Chronicles como Sayo
- Tsuki ga Michibiku Isekai Dōchū como Toa

### OVAs
2015
- Hantsu x Trash como Mai Shinozaki

2016
- Hantsu x Trash 2 como Mai Shinozaki
- Hantsu x Trash 3 como Mai Shinozaki

### ONAs
2017
- Seizei Ganbare Mahou Shoujo Kurumi como Kurumi Azuchimomoyama (Prima Pink)[7]

### Películas
2015
- Love Live! como Hanayo Koizumi

2019
- Seishun Buta Yarou wa Yumemiru Shoujo no Yume wo Minai como Kaede Azusagawa

### CD Drama
- Citrus como Himeko Momokino
- Hantsu x Trash como Mai Shinozaki
- Otome Game Sekai wa Mob ni Kibishi Sekai Desu como Angelica Rapha Redgrave

### Videojuegos
- Idol Death Game TV como Shirase Tsukuba
- Idol Jihen como Sakurako Iizuka
- Love Live! School Idol Festival como Hanayo Koizumi
- Racing Musume como Aozora Ouji
- Blue Archive como Izumi Shishidō

## Música

### Carrera solista
- Ha interpretado el tema SUMMER CHANCE!!, cuyo sencillo ha alcanzado el puesto 12 de ventas en su semana de lanzamiento en Japón, con 9.516 copias vendidas.[8]
- Cantó Arigatou no Jikan, cuyo sencillo llegó al puesto 14 del ranking de ventas japonés, con 8.286 de copias vendidas.[9]
- 2017: CD Subete ga Taisetsu na Deai ~Meeting with you creates myself~. En su semana de lanzamiento vendió 8.270 copias, siendo el 11.º más durante dicha semana.[10]

### Anime

#### Love Live!
- Love Live! School Idol Project: interpretó el ending del 4.º episodio Kitto Seishun ga Kikoeru (きっと青春が聞こえる) junto con Pile y Riho Iida.[11] Participó con el mismo tema en el episodio 6, esta vez en compañía de Aya Uchida, Emi Nitta, Pile, Riho Iida, Sora Tokui y Suzuko Mimori.[12] Además, de interpretarlo como parte del grupo "μ's".
- Love Live! School Idol Project 2nd Season: interpretó el ending del 6.º episodio Donna Toki mo Zutto (どんなときもずっと) junto con Pile y Riho Iida, tema que también cantó con el grupo "μ's".[13] Además, participó en el tema Love Wing Bell, insertado en el quinto episodio, en compañía de Riho Iida, Pile, Yoshino Nanjō, Aina Kusuda y Sora Tokui.[14]

Además, participó en los siguientes musicales:
- Bokura no Live Kimi to no Life
- Mo Gyutto Love de Sekkinchuu!
- Music S.T.A.R.T!!
- Natsu-iro Egao de 1, 2, Jump!
- Snow Halation
- Wonderful Rush

##### NicoRinPana
Como parte de "NicoRinPana" participó de los CD:
- Love Live! Μ’s Kouhoubu ~ Niko Rin Pana~ Vol.6.[15]
- Love Live! μ’s Kouhoubu ~NicoRinPana~ Vol.7: en su semana de lanzamiento alcanzó el puesto 67 de ventas en los rankings japoneses.[16]

#### Idol Jihen[17]
Como parte del grupo "Smile♥X" interpretó:
- That's My Poli para el videojuego Idol Jihen.
- Utae! Ai no Kōyaku (Sing! Pledge of Love), opening de la serie de anime. Su sencillo saldrá a la venta el 25 de enero de 2017.

#### Urara Meirochō
- Junto con Sayaka Harada, Kaede Hondo y Haruka Yoshimura participó del opening Yumeji Labirinth de la serie.[18] En la semana de lanzamiento, el sencillo alcanzó las 2.872 ventas.[19]
- Como Koume Yukimi y junto con Haruka Yoshimura, participó del Character Song 2 "Kashikomi Kashikomi / Chokonto Fuwari" de la serie.[20]

#### Otras Interpretaciones
- Como parte del "ESP Club" interpretó el ending del quinto capítulo de Kotoura-san The ESP Club's Theme (ESP研のテーマ; Īesupī Ken no Tēma).[21]
- Interpreto el ending de Yuusha Ga Shinda en 2023
- Interpretó el tema Hey! Smith!! (Hey! スミス!!) como parte de MON y junto con Yū Kobayashi para la serie Monster Musume no Iru Nichijō. Dicho tema fue el opening del séptimo capítulo y el primer ending de la serie.[22]
- Junto con Inori Minase interpretó el opening Ugoku, Ugoku y el ending More One Night de la serie Shoujo Shuumatsu Ryokou.[23]